# Achaetogeron guatemalensis
Achaetogeron guatemalensis là một loài thực vật có hoa trong họ Cúc. Loài này được (S.F.Blake) DeJong mô tả khoa học đầu tiên năm 1965.